# Narcine
Genre
Narcine est un genre de raies ayant une forme de torpille. Ce sont des raies électriques.
Le genre Narcine, à l'instar du genre Torpedo, possède des organes électriques. Dans le cas des Narcinidae, ces organes possèdent une fonction principale de défense contre les prédateurs ainsi que pour détecter des proies enfouies dans le substrat,.

## Liste d'espèces
Selon FishBase (18 décembre 2013) :
- Narcine atzi Carvalho et Randall, 2003
- Narcine baliensis (Carvalho et White, 2016)
- Narcine bancroftii (Griffith et Smith, 1834)
- Narcine brasiliensis (Olfers, 1831)
- Narcine brevilabiata Bessednov, 1966
- Narcine brunnea Annandale, 1909
- Narcine entemedor Jordan et Starks, 1895
- Narcine insolita Carvalho, Séret et Compagno, 2002
- Narcine lasti Carvalho et Séret, 2002
- Narcine leoparda Carvalho, 2001
- Narcine lingula Richardson, 1846
- Narcine maculata (Shaw, 1804)
- Narcine nelsoni Carvalho, 2008
- Narcine oculifera Carvalho, Compagno et Mee, 2002
- Narcine ornata Carvalho, 2008
- Narcine prodorsalis Bessednov, 1966
- Narcine rierai (Lloris et Rucabado, 1991)
- Narcine tasmaniensis Richardson, 1841
- Narcine timlei (Bloch et Schneider, 1801)
- Narcine vermiculatus Breder, 1928
- Narcine westraliensis McKay, 1966

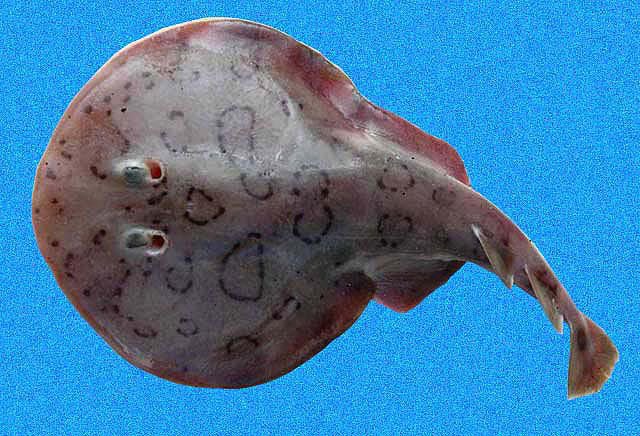
Narcine bancroftii
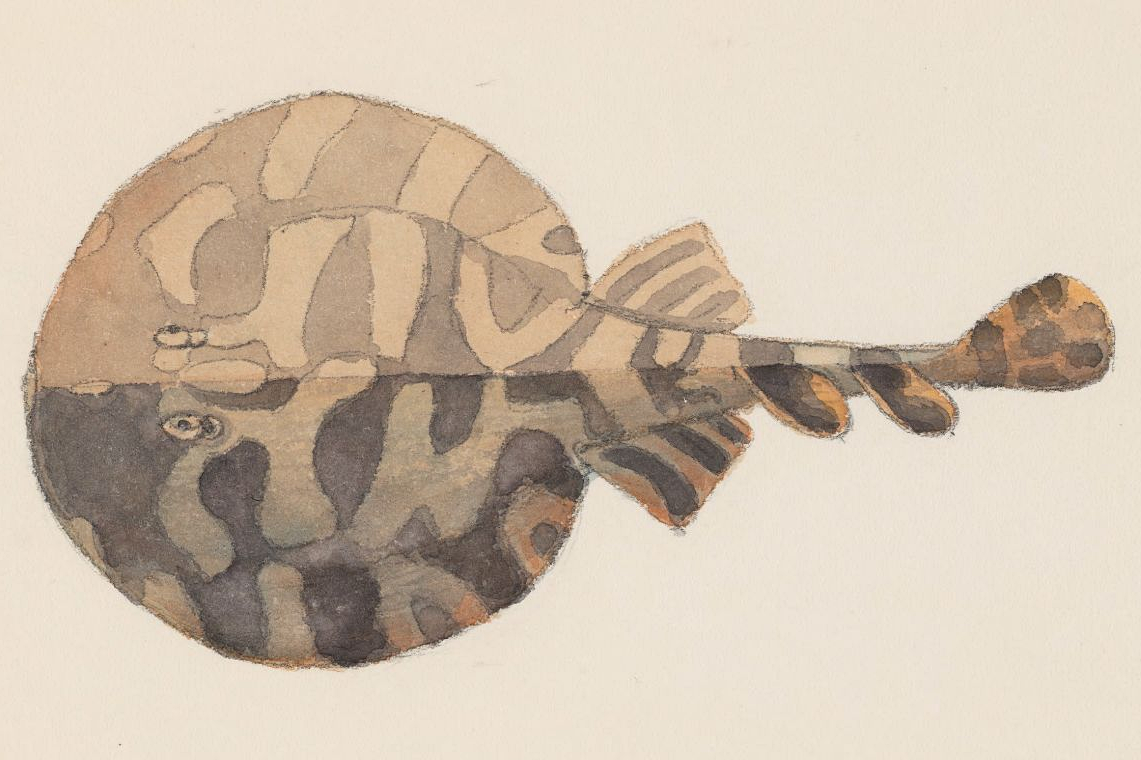
Narcine brasiliensis
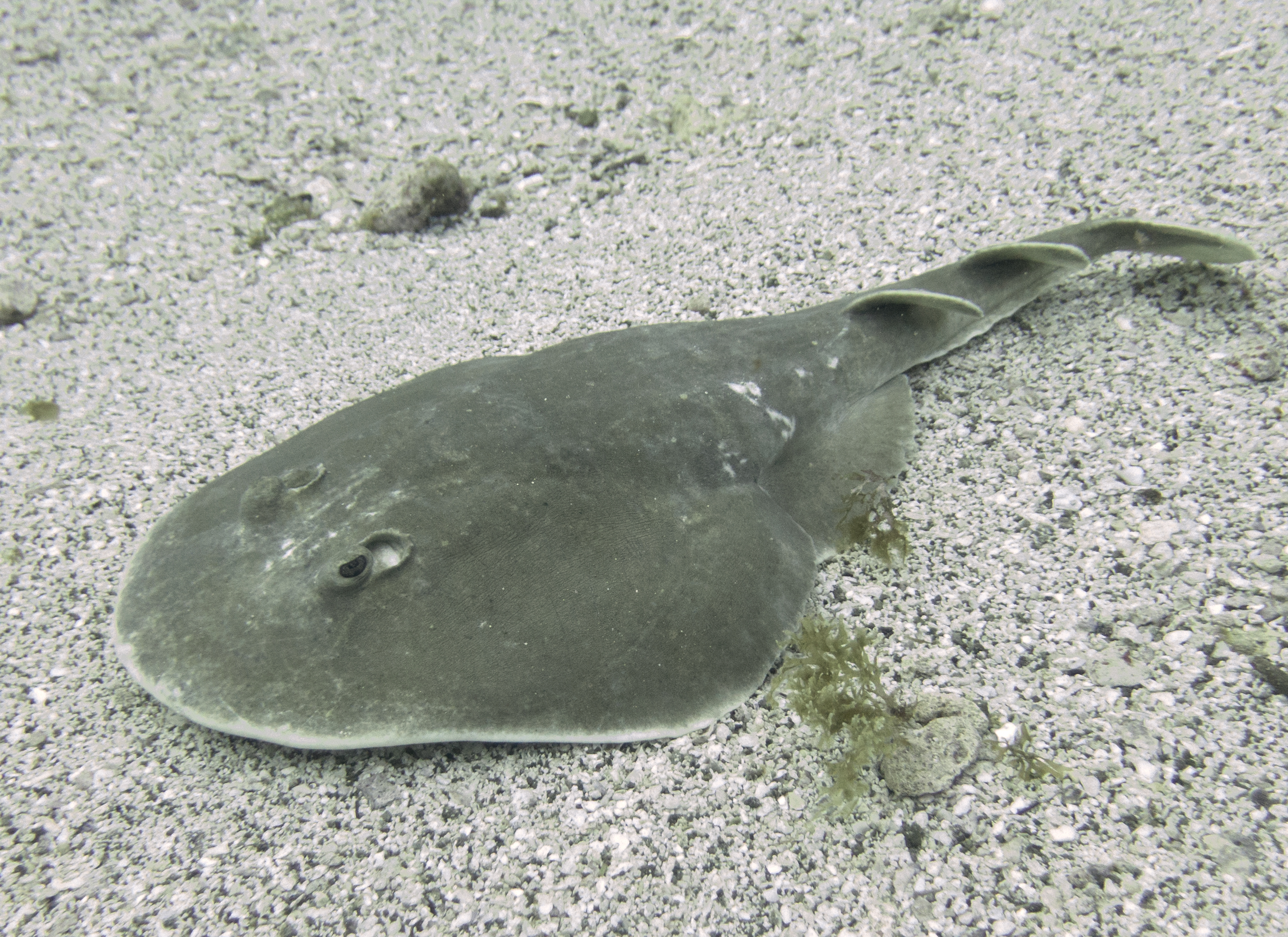
Narcine entemedor
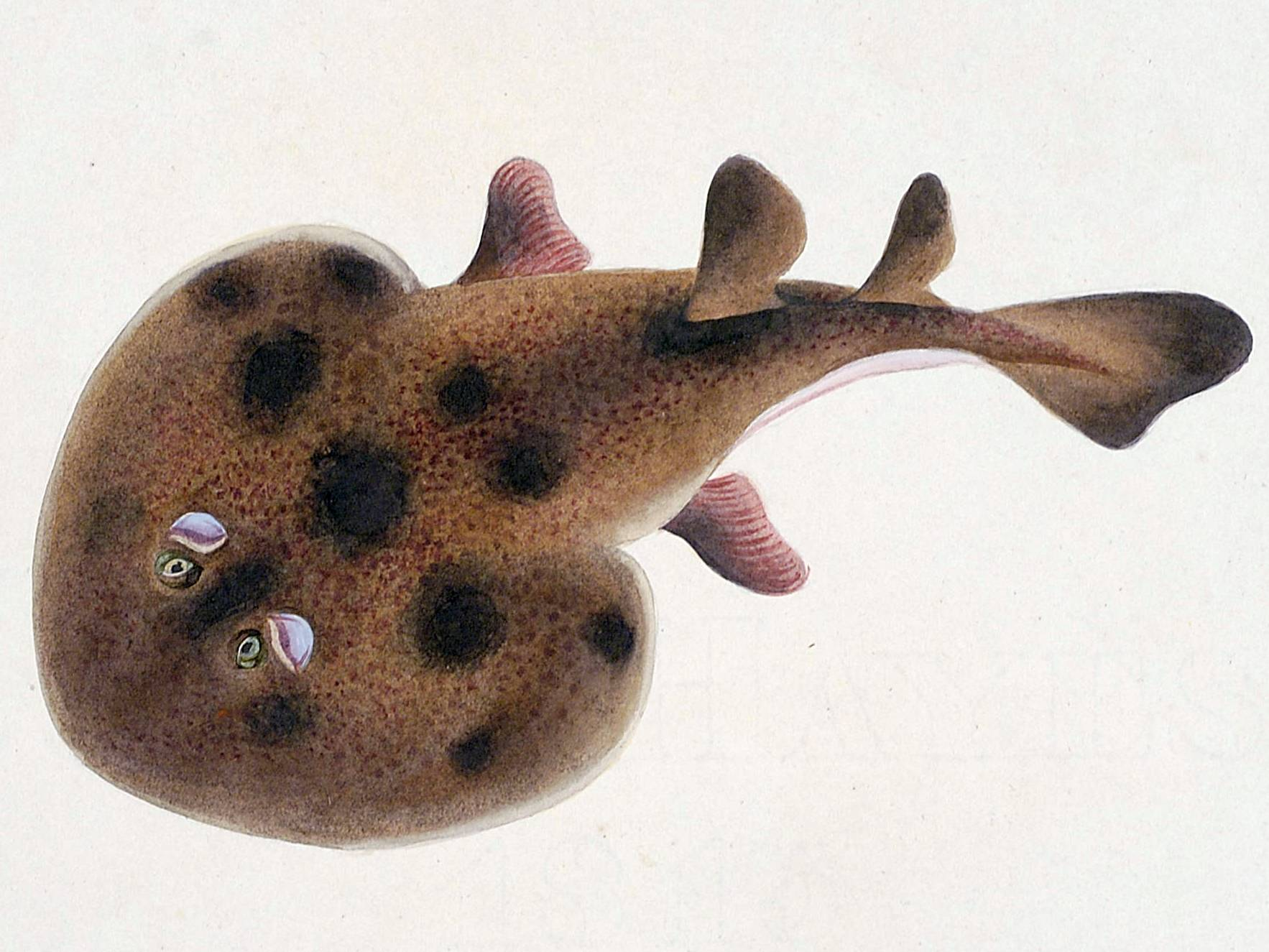
Narcine lingula
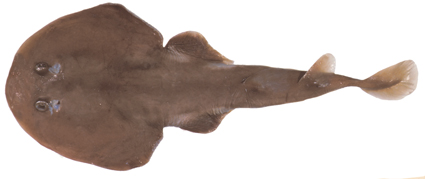
Narcine tasmaniensis
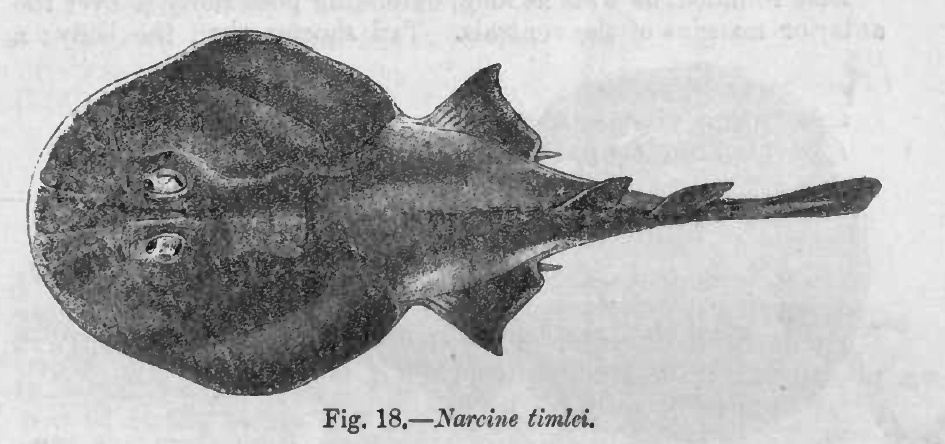
Narcine timlei